# Stratus (zespół muzyczny)
Stratus – zespół muzyczny założony w 1983 przez perkusistę Clive’a Burra. Grupa wywodziła się z nurtu New Wave of British Heavy Metal, ale reprezentowała dość nietypowe jak na ten nurt brzmienie, miejscami zahaczające wręcz o glam rocka. Po części wynikało to z wysokiego, śpiewnego głosu Berniego Shawa. Przede wszystkim jednak chóry braci Troyów nadawały utworom znaczącej melodyjności.

## Historia
Początkowo grupa koncertowała około roku pod szyldem „Clive Burr’s Escape”, nagrała też kilka utworów w wersji demo. W 1984 grupa została przemianowana na „Stratus” i wydała swój jedyny album zatytułowany Throwing Shapes.
W 1986, podczas koncertu zespołu w londyńskim klubie The Marquee, na widowni znalazł się Mick Box, gitarzysta grupy Uriah Heep, poszukującej akurat nowego wokalisty. Shaw dostał propozycję, którą przyjął, co skutkowało rozwiązaniem zespołu Stratus.
W 1999 reaktywowany zespół Praying Mantis (w którym grało trzech dawnych członków zespołu Stratus) wydał dwupłytową składankę Demorabilia, zawierającą stare, zapomniane utwory. Postanowiono więc dorzucić do niej także nagrane 1983 roku dema grupy „Clive Burr’s Escape”.
W 2008, nakładem wytwórni Krescendo Records, Throwing Shapes ukazał się na CD.

## Skład
- Clive Burr – perkusja
- Bernie Shaw – śpiew
- Tino Troy – gitara, śpiew
- Chris Troy – gitara basowa, śpiew
- Alan Nelson – keyboard